# Hugh Pigot (amiral de la Royal Navy)
Pour les articles homonymes, voir Hugh Pigot.
Hugh Pigot, né le 28 mai 1722, et mort le 15 décembre 1792, est un officier naval.

## Biographie
Né le 28 mai 1722, il est le troisième fils de Richard Pigot (baptisé en 1679, mort en 1729) de Westminster, et Frances (1695-1769), fille de Peter Godde. Il était le frère de George Pigot (1er baron Pigot).